# Dolospingus
Dolospingus was een monotypisch geslacht van zangvogels uit de familie Thraupidae (tangaren):
- Sporophila fringilloides synoniem: Dolospingus fringilloides - witnekvink